# 福岡ソフトバンクホークス主催試合の地方球場一覧
福岡ソフトバンクホークス主催試合の地方球場一覧（ふくおかソフトバンクホークスしゅさいしあいのちほうきゅうじょういちらん）では、福岡ソフトバンクホークス（2004年までのは福岡ダイエーホークス）が1989年に本拠地を大阪から福岡に移転して以降も
、専用球場の福岡ドーム以外で公式戦を主催した野球場を列記する。
- 専用球場

一軍-福岡ドーム（福岡 Yahoo! JAPANドーム → 福岡 ヤフオク!ドーム → 福岡 PayPayドーム→みずほPayPayドーム 福岡）（1993年 - 現在）
二軍-HAWKSベースボールパーク筑後（2016年 - ）
なお、大阪を本拠地としていた1988年以前は、大阪本拠地時代のホークス主催試合の地方球場一覧を参照。

## 福岡県（保護地域）

### 一軍
- 平和台野球場（1989年 - 1992年）

## 一軍

### 九州

#### 福岡県
- 北九州市民球場（1989年 - 2019年、2020年=中止、2021年 - ）※準本拠地。

#### 長崎県
- 長崎県営野球場（長崎ビッグNスタジアム）（2006年、2009年、2019年、2022年 - ）

#### 熊本県
- 藤崎台県営野球場（現：リブワーク藤崎台球場）（1989年、2008年 - 2017年、2018年=中止、2019年、2020年=中止、2023年）

#### 大分県
- 新大分球場（現：別大興産スタジアム）（1989年）

#### 宮崎県
- 宮崎県総合運動公園第二硬式野球場（宮崎市営球場）（現：ひむかスタジアム）（1989年）
- 宮崎県総合運動公園硬式野球場（サンマリンスタジアム宮崎→ひむかサンマリンスタジアム宮崎）（2004年、2008年、2020年=中止、2021年、2022年=中止、2023年）

#### 鹿児島県
- 鹿児島県立鴨池野球場（現：平和リース球場）（1989年 - 1992年、2011年 - 2013年、2015年 - 2016年、2017年=中止、2018年 - 2019年、2020年=中止、2022年 - ）

### 関東

#### 東京都
- 東京ドーム（2004年、2012年 - 2019年、2022年）

### 近畿

#### 大阪府
- 大阪ドーム（京セラドーム大阪）（2014年 - 2019年、2021年 - ）

### 海外
- 台北市立天母棒球場（2002年）※戦後初の海外開催。

## 二軍

### 歴代本拠地
- 福岡市雁の巣レクリエーションセンター野球場（1989年 - 2015年）

### 福岡県
- 平和台野球場
- 県営春日公園野球場
- 小郡市野球場
- 北九州市民球場
- 県営筑豊緑地野球場
- 北九州市立的場池球場（1993年）

### 山口県
- 下関球場
- 宇部市野球場
- 西京スタジアム（1995年）

### 佐賀県
- 佐賀県立森林公園野球場

### 長崎県
- 長崎ビッグNスタジアム
- 佐世保野球場

### 熊本県
- 県営八代球場（1993年 - 1994年、2005年 - ）
- 山鹿市民球場

### 大分県
- 津久見市総合運動公園市民野球場

### 宮崎県
- アイビースタジアム

### 鹿児島県
- 薩摩川内市総合運動公園野球場
- 鹿児島県立鴨池野球場

### 島根県
- 浜田市野球場（1993年）

### 鳥取県
- 米子市民球場（1991年）

### 岡山県
- 岡山県野球場（1990年）

### 大阪府
- 舞洲ベースボールスタジアム（2003年）

### 和歌山県
- 紀三井寺球場（2004年）
- 紀州新宮くろしおスタジアム（2004年）

## 備考
- 福岡移転後は九州各地で試合を開催しているが、佐賀県と沖縄県では未だ公式戦の主管試合はない。
  - 但し、沖縄県では読谷平和の森球場などでオープン戦での開催実績があるほか、公式戦では2018年6月26日・27日と2021年6月26・27日の北海道日本ハムファイターズ、2019年5月21日・22日と2022年も5月17日・18日の埼玉西武ライオンズのそれぞれの主催試合（沖縄セルラースタジアム那覇）でのビジターとして試合を行った（2020年も7月4日・5日に北海道日本ハム主催のビジターとして登場する予定だったが、新型コロナウィルスにより取りやめとなった）。
  - 2軍は沖縄での主管はまだないが、佐賀県での主管試合は毎年のように行われている。
- 東京都は2003年に日本ハムが撤退（北海道へ移転）し、パ・リーグ球団が不在となったことから、セ・リーグの読売ジャイアンツ・東京ヤクルトスワローズの許諾を得たうえで公式戦が開催できるようになったため、2004年6月15日（ダイエー時代）に近鉄戦を東京ドームで主管した（元々前年の2003年末に決定はしていた日程だが、この直前の6月7日に当時の監督・王貞治の監督通算1000勝が達成されたことを受けその記念試合として開催された）。その後、ソフトバンクに球団が譲渡されてからの2012年から、サマー・ユニフォームを着用した「鷹の祭典」、ないしは「タカガールズデー」に指定された1-2試合（概ね6月下旬の月曜開催が多い）を東京ドームで行っており、福岡ドームでは見られない様々な演出や来賓ゲストの出演が行われたりする。
- 2013年はオープン戦期間中に2013 ワールド・ベースボール・クラシックの強化試合としてブラジルおよび中国の代表と対戦しているが、これの主催はWBCインクである。
- 2014年に大阪ドームで初めて主催試合を行ったが、かつて本拠地のあった大阪府で主催試合を行ったのは、南海時代以来26年ぶりであった。この試合も「鷹の祭典」の一環として行われている。
  - 2015年以降も継続して大阪ドームで毎年主催試合を1試合（概ね6〜8月の月曜開催が多い）を、当球場を本拠地としているオリックス・バファローズを除くパ・リーグ4球団を相手に開催している。
- 2023年にはひむかサンマリンスタジアムで野球日本代表とのオープン戦が組まれているが、そのうちの第2試合をホーム扱いとして開催するが、これは2023 ワールド・ベースボール・クラシックの日本代表強化試合「侍ジャパンシリーズ」の一環として組まれており、日本野球機構（NPB）の主催試合となっている[1]

1. ↑  カーネクスト侍ジャパンシリーズ2023 宮崎